# Gemeinde Postojna

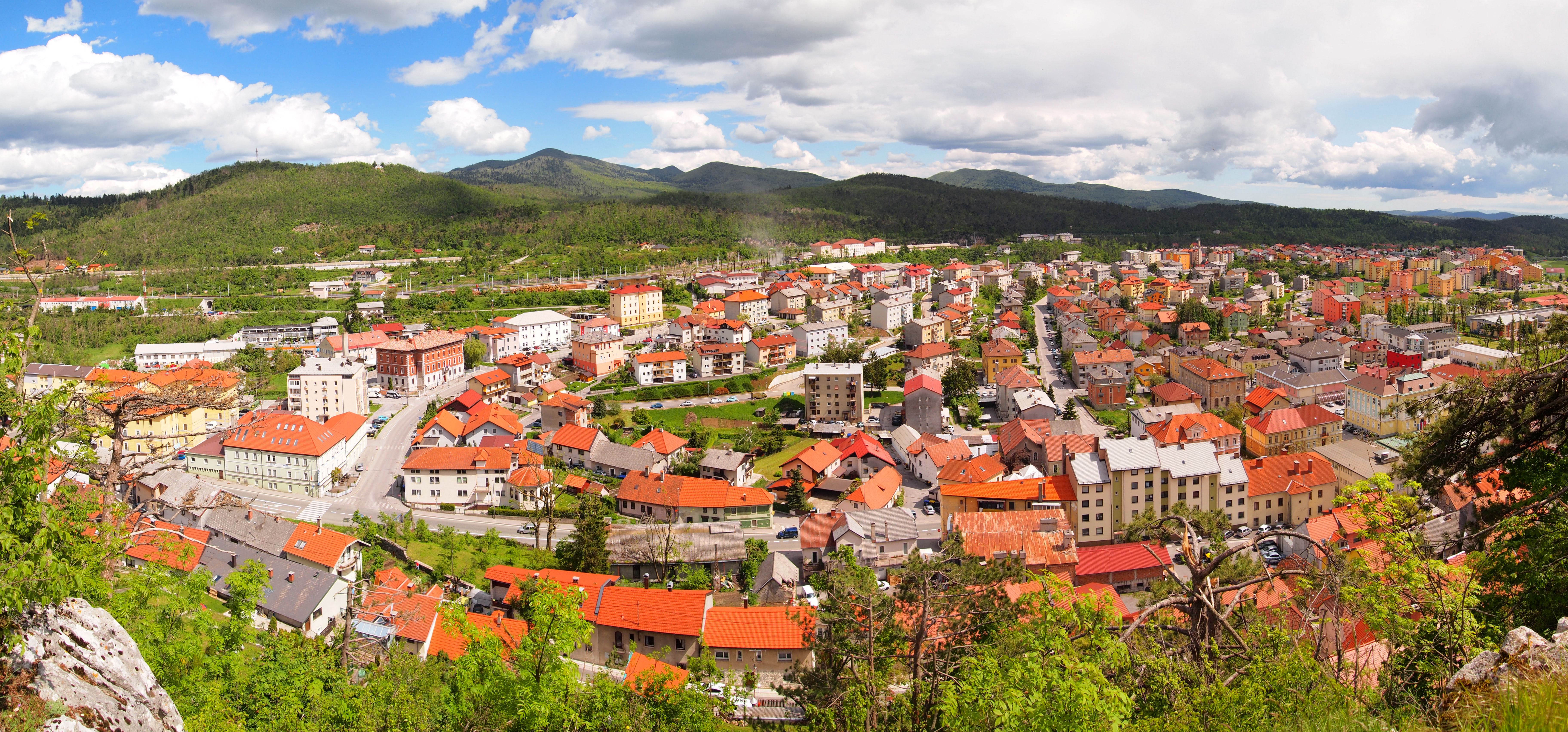
Blick auf Postojna

Die Gemeinde Postojna (deutsch Adelsberg, italienisch Postumia) ist eine Gemeinde im Südwesten Sloweniens (Historische Landschaft Innerkrain, heute Region Primorsko-notranjska).
Die Gemeinde ist nach ihrem Hauptort, der Stadt Postojna, benannt.
Bekannt ist Postojna vor allem wegen seiner 20 Kilometer langen Tropfsteinhöhle Postojnska jama und der Höhlenburg Predjamski grad (deutsch: Burg Lueg).

## Orte der Gesamtgemeinde
- Belsko (dt. Bleisgau)
- Brezje pod Nanosom (dt. Bressiach)
- Bukovje (dt. Buch, auch Kleinhall)
- Dilce (dt. Sorgfeld, auch Delze)
- Gorenje (dt. Oberfeld)
- Goriče (dt. Karantanienberg, auch Goritschach)
- Grobišče (dt. Grobschel)
- Hrašče (dt. Eichendorf bei Adelsberg)
- Hrenovice (dt. Krenowitz, auch Sankt Martin)
- Hruševje (dt. Krussiach, auch Chruschein)
- Koče (dt. Gottschach, auch Hütten bei Adelsberg)
- Landol (dt. Landau, auch Lahnthal)
- Liplje (dt. Laiplach, auch Lieple)
- Lohača
- Mala Brda (dt. Kleineck)
- Mali Otok (dt. Kleinwerdel)
- Malo Ubeljsko (dt. Kleinubliskau)
- Matenja vas (dt. Mautersdorf bei Adelsberg, auch Mathesdorff)
- Orehek (dt. Nußdorf bei Adelsberg)
- Planina (dt. Alben bei Fulm)
- Postojna (dt. Adelsberg)
- Predjama (dt. Luegg bei Adelsberg, auch Lügersburg)
- Prestranek (dt. Prästranegg, auch Mayrhoff)
- Rakitnik (dt. Rakitnig)
- Rakulik (dt. Rakulig)
- Razdrto (dt. Präwald)
- Sajevče (dt. Altenburg)
- Slavina (dt. Schlauenburg, auch Slauing)
- Slavinje (dt. Slawinach, auch  Slawine)
- Stara vas (dt. Altendorf bei Adelsberg)
- Strane (dt. Mucken, auch Streinach)
- Strmca (dt. Stermitz bei Adelsberg)
- Studenec (dt. Bründl bei Adelsberg)
- Studeno (dt. Studenfeld)
- Šmihel pod Nanosom (dt. Sankt Michael am Königsberg)
- Velika Brda (dt. Großberg)
- Veliki Otok (dt. Großwerdel)
- Veliko Ubeljsko (dt. Großubliskau)
- Zagon (dt. Sagon bei Adelsberg)
- Žeje (dt. Karlsdorf)

## Nachbargemeinden
| Gemeinde Ajdovščina | Gemeinde Logatec                            | Gemeinde Cerknica |
| Gemeinde Vipava     | Kompassrose, die auf Nachbargemeinden zeigt | Gemeinde Cerknica |
| Gemeinde Divača     | Gemeinde Pivka                              | Gemeinde Pivka    |

## Sehenswürdigkeiten
- Tropfsteinhöhle Postojnska jama  (Adelsberger Grotte)
- Höhlenburg Predjamski grad

## Geschichte
Auf dem Gemeindegebiet wurden bisher (Stand 1/2024) insgesamt drei Massengräber aus der Zeit um den Zweiten Weltkrieg gefunden. 

## Persönlichkeiten
Söhne und Töchter der Stadt
- Peter von Radics (1836–1912), österreichischer Historiker, Schriftsteller, Autor und Journalist
- Sergej Kraigher (1914–2001), Politiker, Staatsoberhaupt Jugoslawiens 1981–1982
- Majda Širca (* 1953), Politikerin, 2008–2011 slowenische Kulturministerin
- Samuel Žbogar (* 1962), Politiker und Diplomat, 2008–2012 slowenischer Außenminister
- Borut Pahor (* 1963), Politiker, 2008–2012 slowenischer Ministerpräsident, 2012–2012 slowenischer Staatspräsident
- Borut Bilač (* 1965), Weitspringer
- Tomaž Kosmač (* 1965), Schriftsteller
- Janez Ožbolt (* 1970), Biathlet
- Primož Brezec (* 1979), Basketballspieler
- Mitja Nikolić (* 1991), Basketballspieler
- Rok Grudina (* 1994), Fußballspieler
- Tamara Zidanšek (* 1997), Tennisspielerin
- Ivana Hreščak (* 2000), Schachspielerin
- Domen Makuc (* 2000), Handballspieler

Persönlichkeiten mit Bezug zu Postojna
- Franz von Hohenwart (1771–1844), Naturforscher, war um die Erschließung und Beschreibung der Höhlen bemüht